# Javier Castellano
Javier Castellano, född 23 oktober 1977 i Maracaibo i Zulia i Venezuela, är en venezuelansk jockey, verksam i USA.

## Karriär
Castellano började sin jockeykarriär 1996 på Santa Rita och La Rinconada galoppbanor i Venezuela. I juni 1997 flyttade han till USA där han red löp på galoppbanor i södra Florida fram till 2001 då han flyttade till delstaten New York.
Han tog sina första större segrar tillsammans med Frank Stronachs hingst Ghostzapper, och segrade bland annat i 2004 års Breeders' Cup Classic. Ghostzapper fick bland annat Eclipse Award for Horse of the Year och andra utmärkelser. 2006 red Castellano Bernardini för Mohammed bin Rashid Al Maktoums Darley Racing, och vann Preakness Stakes, Travers Stakes och Jockey Club Gold Cup.

### Utmärkelser
Castellano har fått utmärkelsen Eclipse Award for Outstanding Jockey 2013, 2014, 2015 och 2016, varje gång baserat på att han ridit in mest pengar av alla jockeys i Nordamerika. 2013 red han in över 26,2 miljoner dollar, vilket överträffade Ramon Dominguezs rekord från 2012. Han passerade 4 000 nordamerikanska segrar i februari 2015 och hade i slutet av året slagit sitt eget vinst- och segerrekord under en enstaka säsong.
Javier Castellano valdes in i National Museum of Racing and Hall of Fame 2017, och den formella ceremonin hölls den 4 augusti i Saratoga Springs, New York.

## Familj
Castellano föddes i en galoppsportsintresserad familj. Hans far, som dog 2000, hans farbror och en av hans bröder har alla varit jockeys. Han anser att hans far haft det största inflytandet på hans karriär.
Hans yngre bror Abel Castellano, Jr. (född 1983) är också verksam som jockey, och tog sin första seger den 22 september 1999 på Santa Rita Race Course i Venezuela. Han började rida på Gulfstream Park i Florida 2000.

## Bilder

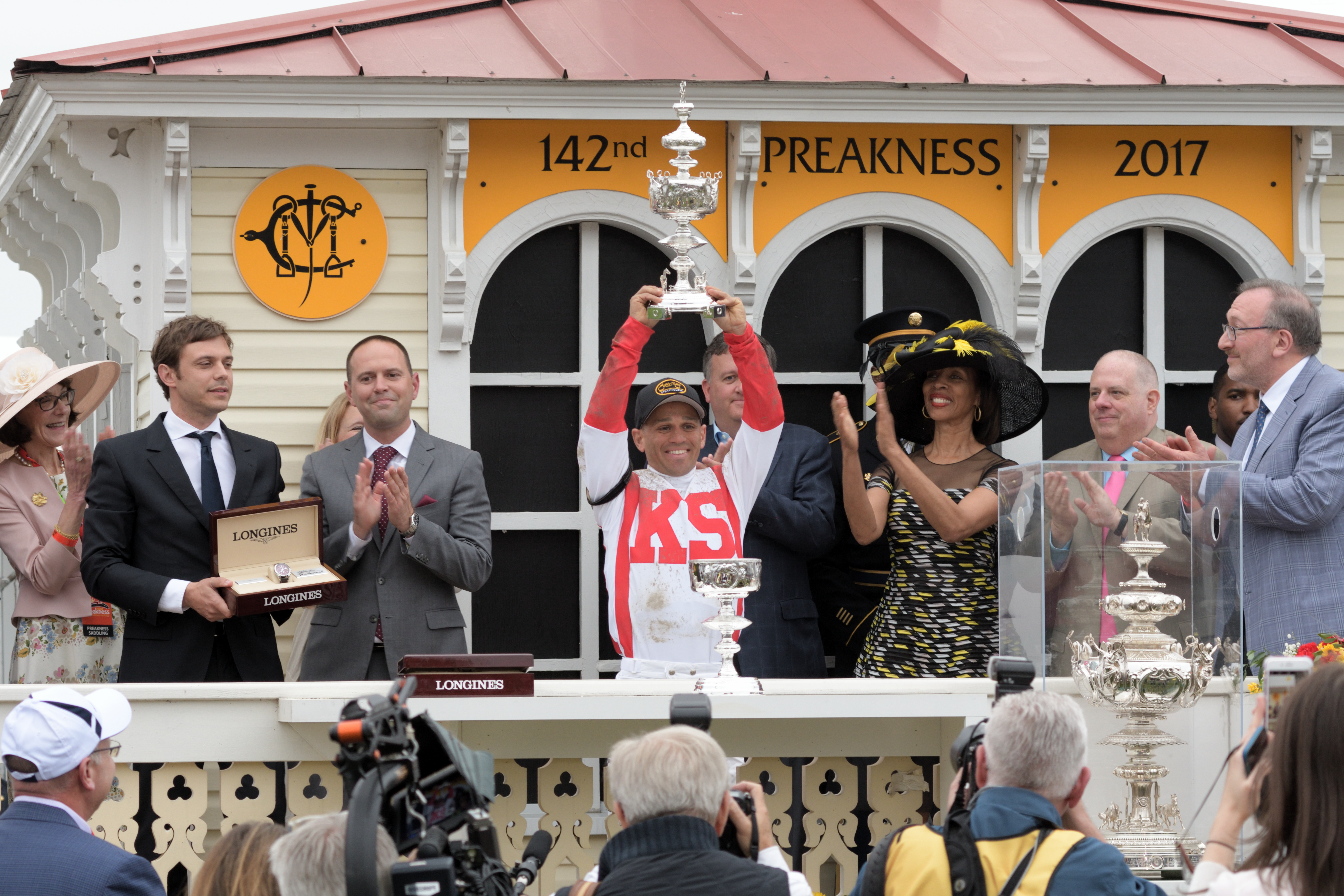
Efter segern i Preakness Stakes 2017 med Cloud Computing.
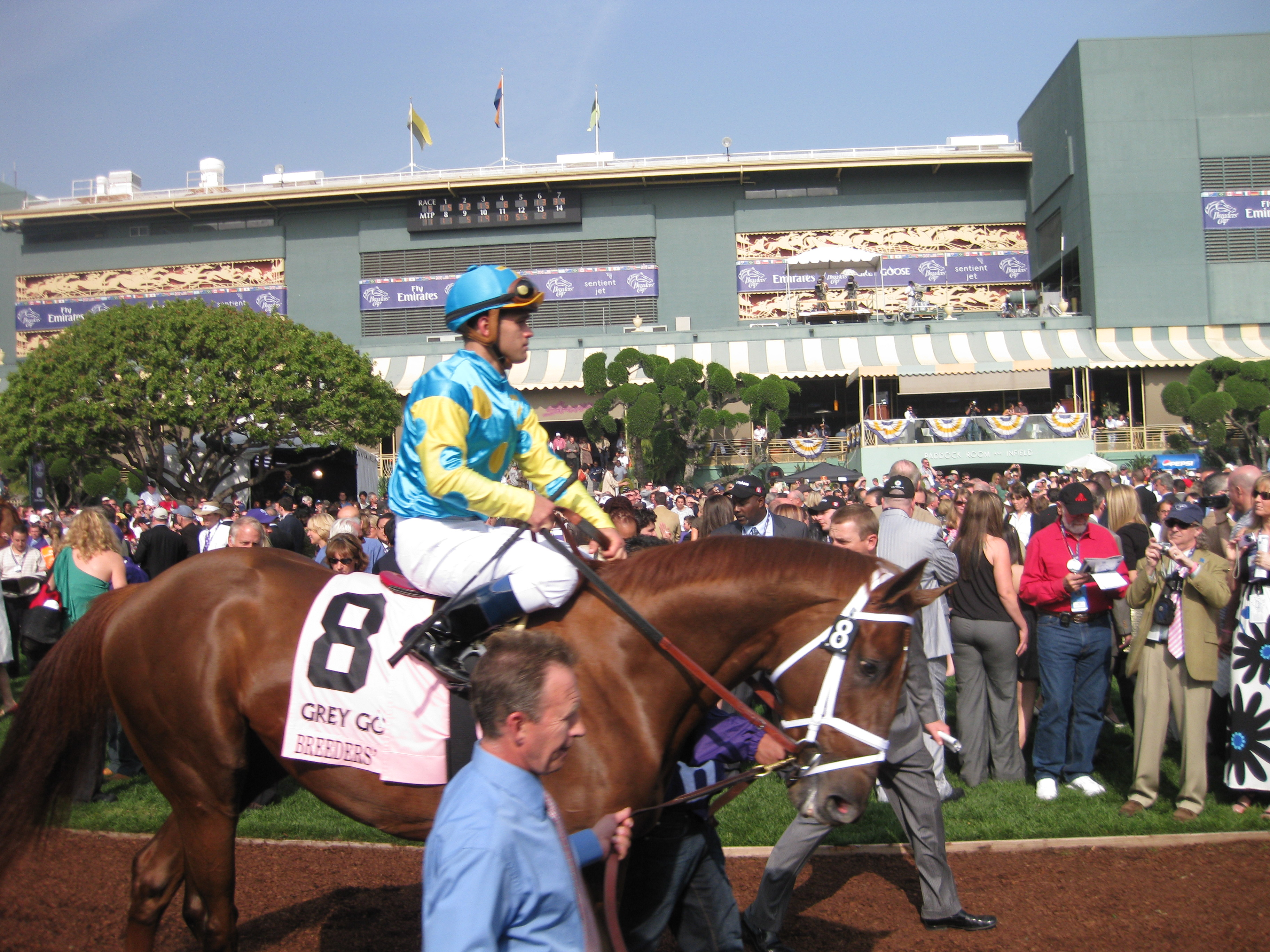
Med Eskendereya 2009.
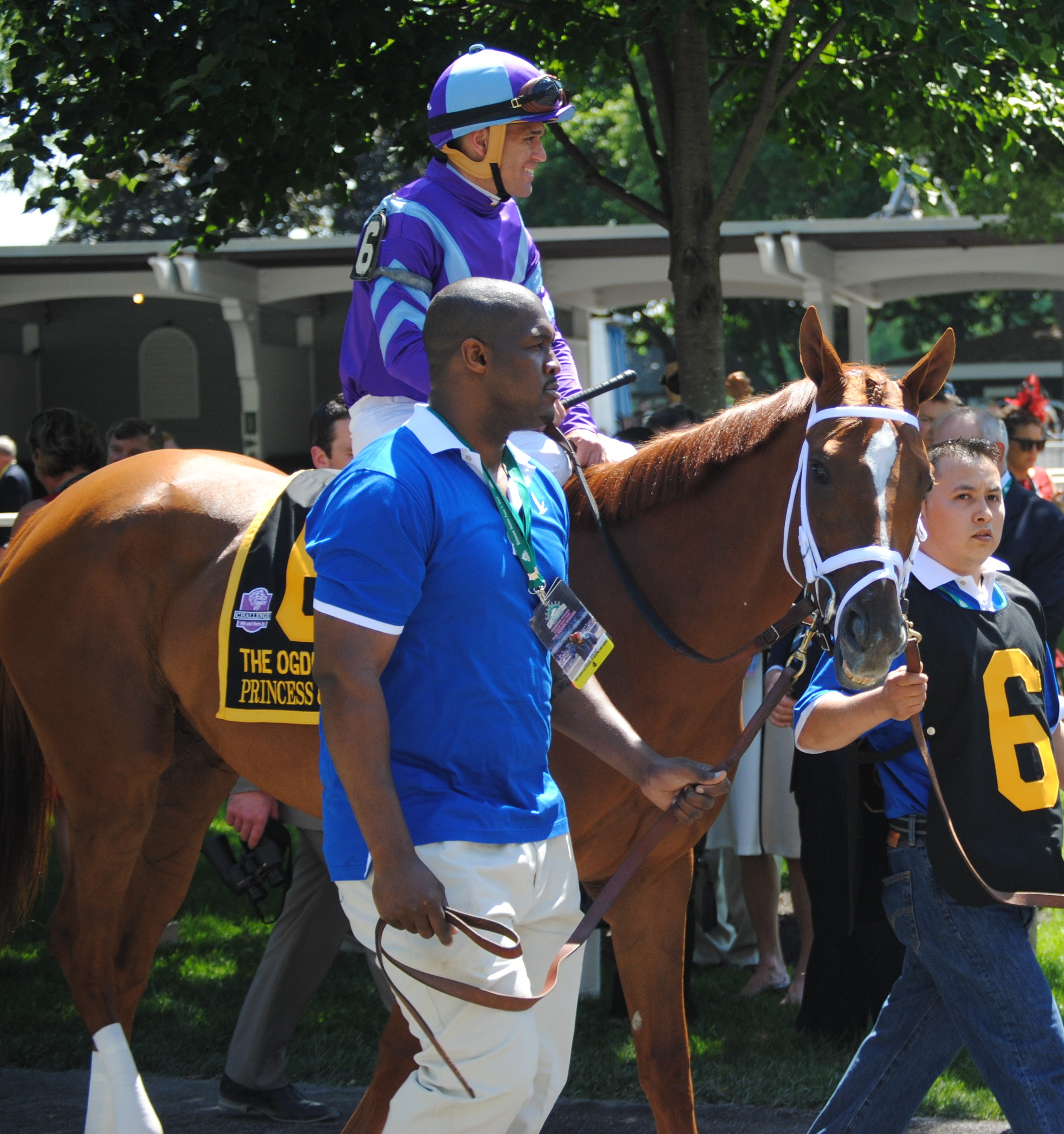
Tillsammans med Princess of Sylmar 2014.